# رابرت یانگ (ورزشکار)
رابرت یانگ (انگلیسی: Robert Young; ۱۵ ژانویهٔ ۱۹۱۶ – ۳ فوریهٔ ۲۰۱۱) ورزشکار دو و میدانی اهل ایالات متحده آمریکا بود.